# アミリィ大網白里ショッピングセンター
アミリィ大網白里ショッピングセンター（-おおあみしらさと-）は、千葉県大網白里市みやこ野一丁目1番地2に位置するショッピングセンターである。

## 概要
当SCは大網白里市の中心である大網駅近くに位置する。イオン大網白里店を核店舗としており、専門店舗は約30店舗。
「アミリィ」という名称は、大網白里の「網（アミ）」と「里（リ）」からとったもので、公募により決定した。そのため「アミリィ」といった会社は存在せず、このSCは大網駅前地元商店街組合の主導にて運営されている。

## 沿革
- 1992年6月25日 - 扇屋ジャスコ大網白里店開店。SC名の公募により「アミリィ大網白里ショッピングセンター」に決定。
- 1999年8月21日 - 扇屋ジャスコが親会社のジャスコに吸収合併、店名から扇屋の名前を除去する。
- 2011年3月1日 - 核店舗の屋号を「ジャスコ」より「イオン」に変更。

## 店舗
- 核店舗
  - イオン大網白里店
- 主な専門店
  - セリア (100円ショップ)

など。他店に関しては外部サイトを参照。

## 営業時間
基本的に年中無休（一部除いて異なる時間帯営業）
- イオン1階　9:00 - 23:00
- イオン2・3階　10:00 - 21:00
  - 感謝デーは9:00開店
- 専門店街 10:00 - 20:00（現状は10:00-19:00）

（駐車場利用時間はサイト参照）

## 外部サイト
- イオン大網白里店